# Les Massie
Leslie Massie, conosciuto principalmente come Les Massie (Aberdeen, 20 luglio 1935 – 11 novembre 2020) è stato un calciatore scozzese, di ruolo attaccante.

## Carriera
Tra il 1956 ed il 1966 gioca per dieci campionati consecutivi da titolare nella seconda divisione inglese con l'Huddersfield Town, con cui nell'arco di questo decennio totalizza complessivamente 335 presenze e 100 reti in campionato.
Si trasferisce poi al Darlington, club neopromosso in terza divisione, dove rimane per una sola stagione, totalizzando 20 presenze e 2 reti; si trasferisce quindi in quarta divisione all'Halifax Town, con cui nel suo primo anno di permanenza è capocannoniere del campionato insieme a Roy Chapman. In totale in due stagioni nel club mette a segno 41 reti in 69 presenze in campionato, prima di trasferirsi al Bradford PA ed ancora al Workington, altri due club di quarta divisione, categoria in cui gioca fino al 1971.
Chiude la carriera nel 1973 dopo un'esperienza al Drogheda Utd nella prima divisione irlandese.